# Escautpont
Escautpont (prononcer [ekopɔ̃], « Écaut pont ») est une commune française, située dans le département du Nord en région Hauts-de-France.

## Géographie

### Localisation
Escautpont est un bourg périurbain et boisé du valenciennois, situé à proximité de la frontière belge et dans le parc naturel régional Scarpe-Escaut.
Il se trouve dans l'ancien bassin minier du Nord-Pas-de-Calais.

### Communes limitrophes
Les communes limitrophes sont  Bruay-sur-l'Escaut, Bruille-Saint-Amand, Fresnes-sur-Escaut, Odomez, Onnaing et Raismes.
| Bruille-Saint-Amand | Odomez             | Fresnes-sur-Escaut |
| Raismes             | Escautpont         | Fresnes-sur-Escaut |
| Bruay-sur-l'Escaut  | Bruay-sur-l'Escaut | Onnaing            |

### Hydrographie

#### Réseau hydrographique
La commune est située dans le bassin Artois-Picardie. Elle est drainée par l'Escaut canalisée, la Vieil-Escaut, le canal de Saint Saulve, le Malanoye, la Maison Forestière d'Escautpont, le canal de décharge, le long héri et un autre petit cours d'eau,.

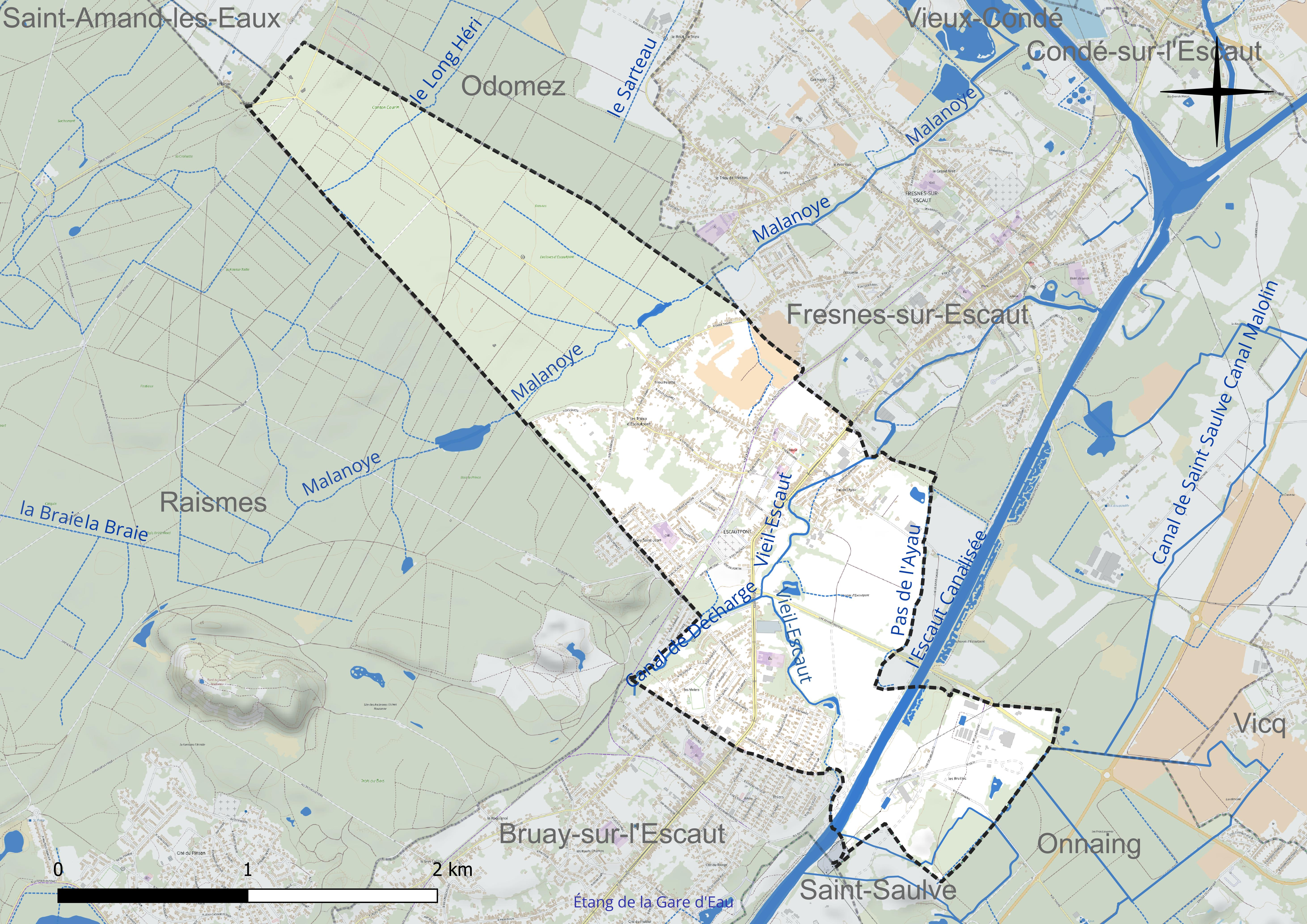
Réseau hydrographique d'Escautpont.

L'Escaut est un fleuve européen de 355 km de long, qui traverse trois pays (France, Belgique et Pays-Bas), avant de se jeter en mer du Nord. La partie canalisée en France relie Cambrai à , après avoir traversé 34 communes.

Canal de l'Escaut.
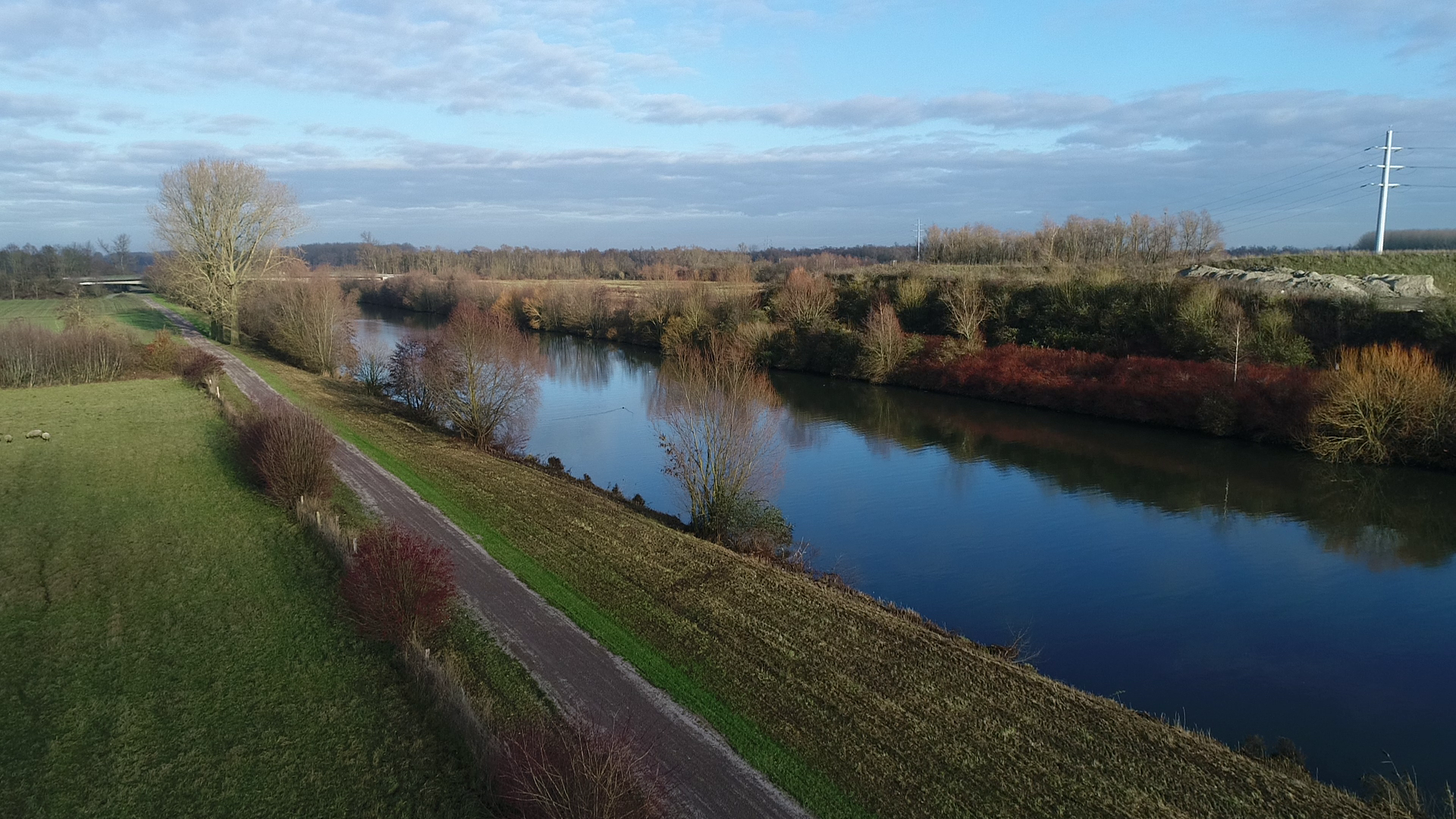
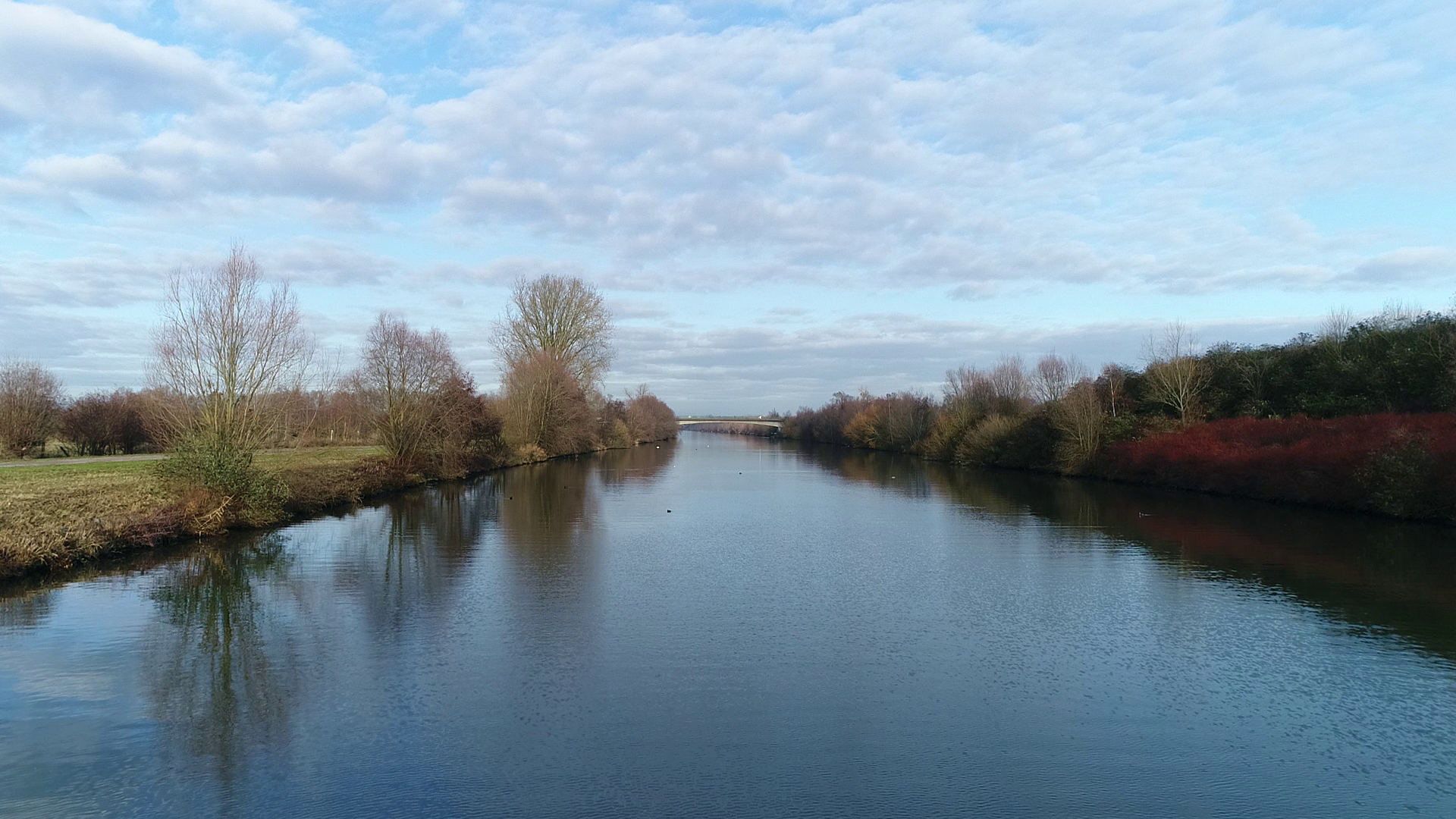

#### Gestion et qualité des eaux
Le territoire communal est couvert par le schéma d'aménagement et de gestion des eaux (SAGE) « Escaut ». Ce document de planification concerne un territoire de 2 005 km2 de superficie, délimité par le bassin versant de l'Escaut. Le périmètre a été arrêté le 9 juin 2006 et le SAGE proprement dit a été approuvé le 13 juillet 2021. La structure porteuse de l'élaboration et de la mise en œuvre est le syndicat mixte Escaut et Affluents (SyMEA).
La qualité des cours d'eau peut être consultée sur un site dédié géré par les agences de l'eau et l'Agence française pour la biodiversité.

### Climat
Pour des articles plus généraux, voir Climat des Hauts-de-France et Climat du Nord.
En 2010, le climat de la commune est de type climat océanique dégradé des plaines du Centre et du Nord, selon une étude du CNRS s'appuyant sur une série de données couvrant la période 1971-2000. En 2020, Météo-France publie une typologie des climats de la France métropolitaine dans laquelle la commune est exposée à un climat océanique altéré et est dans la région climatique Nord-est du bassin Parisien, caractérisée par un ensoleillement médiocre, une pluviométrie moyenne régulièrement répartie au cours de l'année et un hiver froid (3 °C).
Pour la période 1971-2000, la température annuelle moyenne est de 10,6 °C, avec une amplitude thermique annuelle de 14,8 °C. Le cumul annuel moyen de précipitations est de 731 mm, avec 12,2 jours de précipitations en janvier et 9,2 jours en juillet. Pour la période 1991-2020, la température moyenne annuelle observée sur la station météorologique la plus proche, située sur la commune de Valenciennes à 8 km à vol d'oiseau, est de 11,0 °C et le cumul annuel moyen de précipitations est de 694,1 mm,. Pour l'avenir, les paramètres climatiques de la commune estimés pour 2050 selon différents scénarios d'émission de gaz à effet de serre sont consultables sur un site dédié publié par Météo-France en novembre 2022.

## Urbanisme

### Typologie
Au 1er janvier 2024, Escautpont est catégorisée ceinture urbaine, selon la nouvelle grille communale de densité à sept niveaux définie par l'Insee en 2022.
Elle appartient à l'unité urbaine de Valenciennes (partie française), une agglomération internationale regroupant 56  communes, dont elle est une commune de la banlieue,,. Par ailleurs la commune fait partie de l'aire d'attraction de Valenciennes (partie française), dont elle est une commune de la couronne,. Cette aire, qui regroupe 102 communes, est catégorisée dans les aires de 200 000 à moins de 700 000 habitants,.

### Occupation des sols

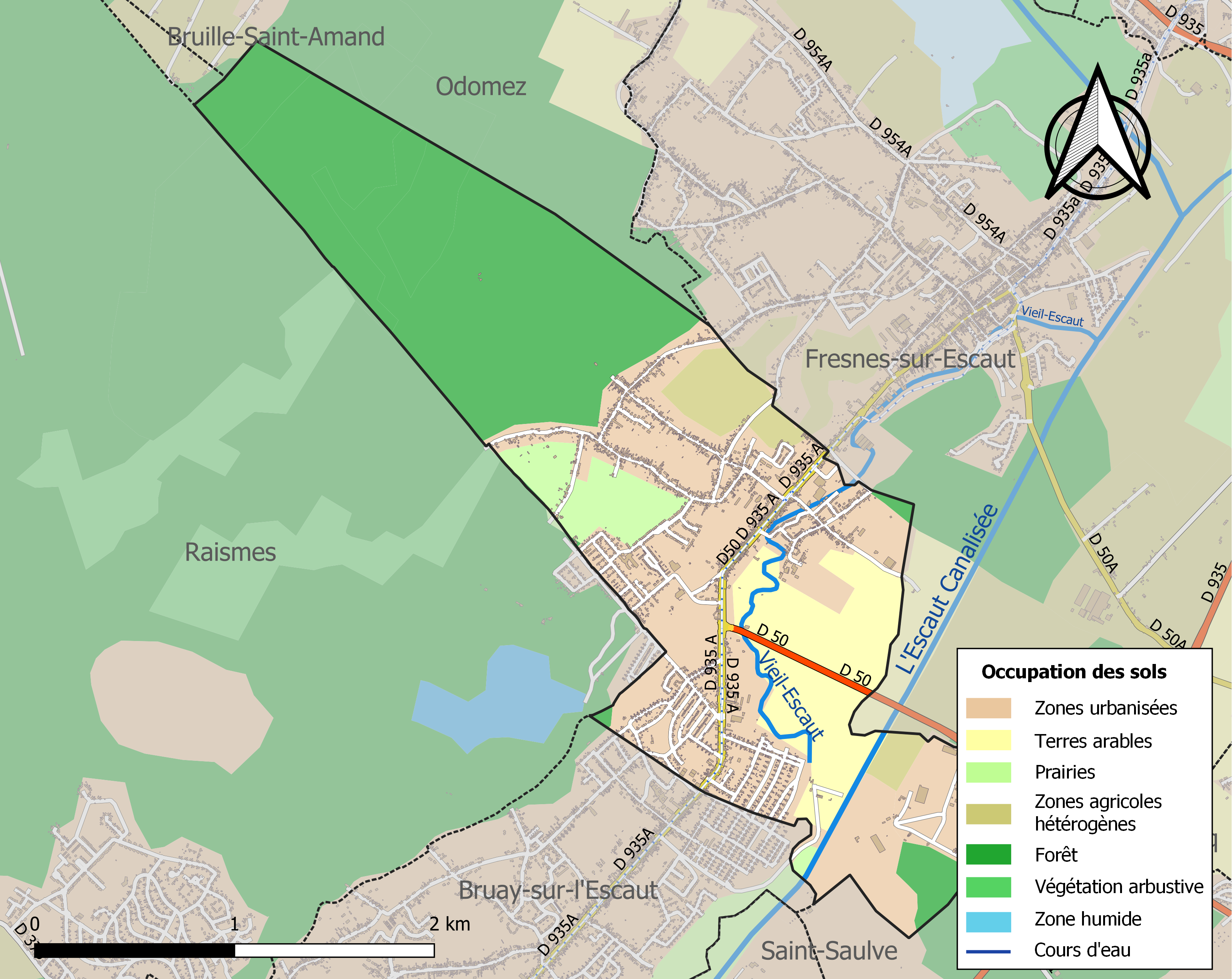
Carte des infrastructures et de l'occupation des sols de la commune en 2018 (CLC).

L'occupation des sols de la commune, telle qu'elle ressort de la base de données européenne d'occupation biophysique des sols Corine Land Cover (CLC), est marquée par l'importance des territoires artificialisés (41 % en 2018), en augmentation par rapport à 1990 (31,5 %). La répartition détaillée en 2018 est la suivante : 
forêts (38,7 %), zones urbanisées (31,9 %), terres arables (11,7 %), zones industrielles ou commerciales et réseaux de communication (5,3 %), prairies (4,4 %), zones agricoles hétérogènes (4,2 %), mines, décharges et chantiers (3,8 %). L'évolution de l'occupation des sols de la commune et de ses infrastructures peut être observée sur les différentes représentations cartographiques du territoire : la carte de Cassini (XVIIIe siècle), la carte d'état-major (1820-1866) et les cartes ou photos aériennes de l'IGN pour la période actuelle (1950 à aujourd'hui).

### Morphologie urbaine
Concentré initialement autour du pont romain, le centre du village s'est d'abord déplacé plus au nord, au lieu-dit Le Pas de L'Ayau (passage de l'eau ou par delà l'eau) puis sur la rive gauche de l'Escaut au cours du XIXe siècle, époque où la commune connut un formidable essor industriel, grâce à l'implantation de verreries et de brasseries.

### Hameaux et écarts
La commune comprend les hameaux de Le Trieu-Saint-Jean et Les Trieux-d'Escautpont.

### Habitat et logement
En 2020, le nombre total de logements dans la commune était de 1 841, alors qu'il était de 1 757 en 2015 et de 1 646 en 2010.
Parmi ces logements, 92 % étaient des résidences principales, 0,2 % des résidences secondaires et 7,8 % des logements vacants. Ces logements étaient pour 92,9 % d'entre eux des maisons individuelles et pour 6,8 % des appartements.
Le tableau ci-dessous présente la typologie des logements à Escautpont en 2020 en comparaison avec celle du Nord et de la France entière. Une caractéristique marquante du parc de logements est ainsi une proportion de résidences secondaires et logements occasionnels (0,2 %) inférieure à celle du département (1,7 %) et à celle de la France entière (9,7 %). Concernant le statut d'occupation de ces logements, 38,5 % des habitants de la commune sont propriétaires de leur logement (41,3 % en 2015), contre 54,5 % pour le Nord et 57,5 pour la France entière.
| Typologie                                               | Escautpont | Nord | France entière |
| ------------------------------------------------------- | ---------- | ---- | -------------- |
| Résidences principales (en %)                           | 92         | 90,7 | 82,1           |
| Résidences secondaires et logements occasionnels (en %) | 0,2        | 1,7  | 9,7            |
| Logements vacants (en %)                                | 7,8        | 7,7  | 8,2            |

### Transports et déplacements

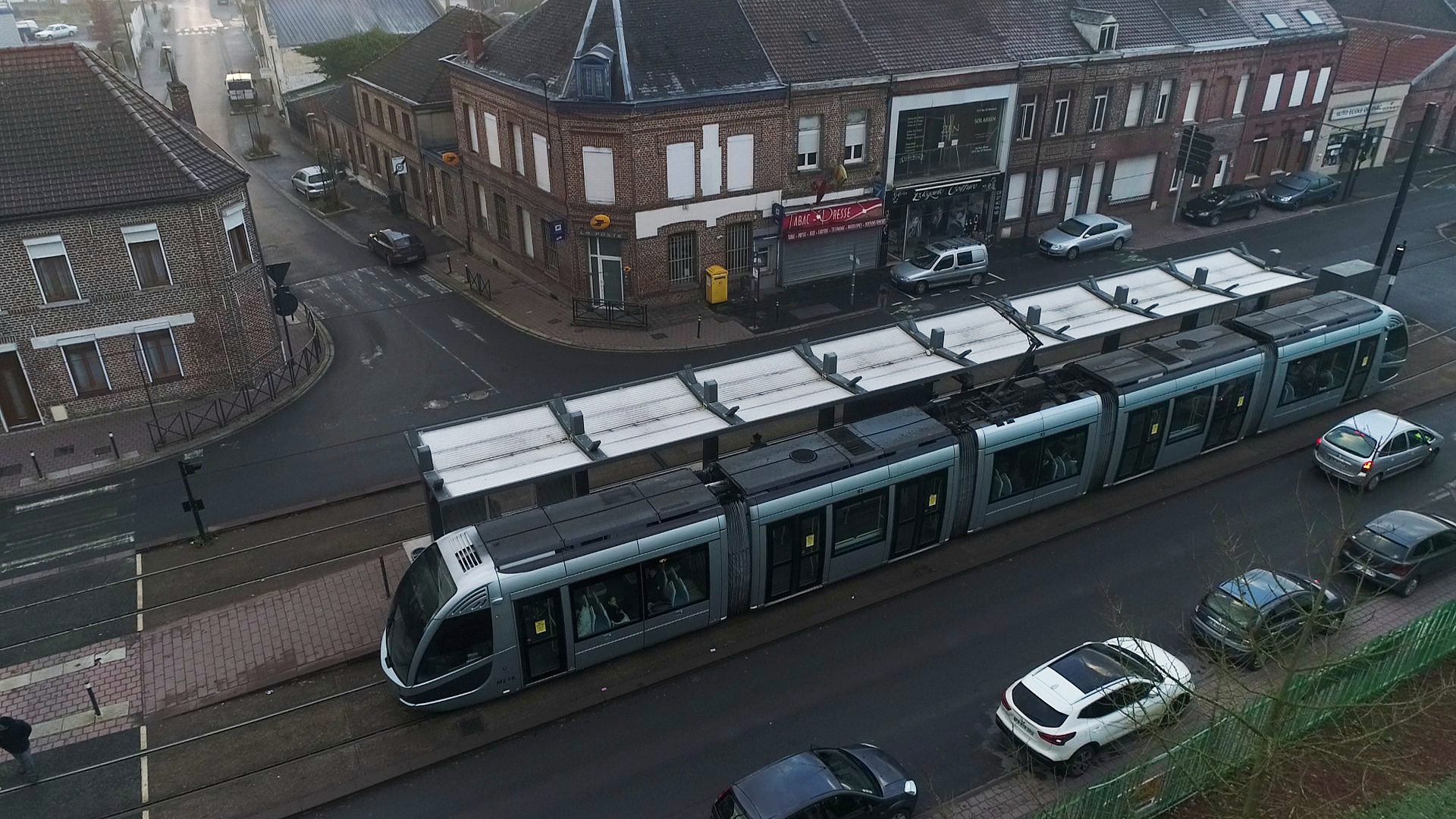
Le Tramway à Escautpont

Traversée de part en part par le CD 935A, Escautpont offre un accès privilégié vers l'autoroute A2 Paris-Bruxelles.
La commune est desservie par la ligne T2 du tramway de Valenciennes reliant Vieux-Condé à Famars en passant par Valenciennes.

### Toponymie
- Pons Scaldis, Itinéraire d'Antonin.
- Pontes Scaldis, Table de Peutinger.
- Scalpunt, cartulaire de Vicogne 1154.
- Scaldi pons, cartulaire de Saint-Amand, 1175.
- Scaldobric en 1181.
- Scalpons, id. 921.
- Scaupons, pouillé de Cambrai XIVe siècle[18].

Escautpont tire son nom du seul pont qui passait au-dessus de l'Escaut sur la voie romaine reliant dans l'antiquité Bavay et Tournai.

## Histoire
Escautpont est une commune au passé riche, située entre l'Escaut et la forêt domaniale.

### Antiquité
Escautpont est située sur la voie romaine allant de Bavay à Boulogne-sur-Mer. Le blason de Ponte Scaldis, premier nom de la commune, garde d'ailleurs la trace de ce pont à trois arches, sur lequel passait la fameuse chaussée Brunehaut, axe essentiel de l'ère romaine. Situé à équidistance de Bavay et Tournai (22 km), ce monument, d'une utilité stratégique importante, a été édifié sous le règne de l'empereur Claude ou celui de Néron, au début du premier siècle de notre ère.
La naissance d'Escautpont remonte donc à l'époque romaine, puisque, rapidement, une bourgade s'est développée autour de l'ouvrage d'art dont les ruines ont été mises au jour par le chanoine Petit au XIXe siècle. C'est que les ponts étaient rares à cette époque. Tous les chemins des environs y aboutissaient. C'est aussi à cette époque que remonte la vocation agricole (le blason le rappelle également) d'Escautpont, décrit comme un relais de poste, soit une agglomération assez importante.

### Moyen Âge
La majeure partie des terres cultivées furent données à l'abbaye de Saint-Amand en 847 par Charles le Chauve. Elles font ensuite partie d'une seigneurie vassale du comté de Hainaut avant d'être rachetées par l'abbaye de Mortagne en 1265. C'est à cette époque que la paroisse d'Escautpont, jusque là indistincte de celle de Vicq s'en détache.

### Temps modernes

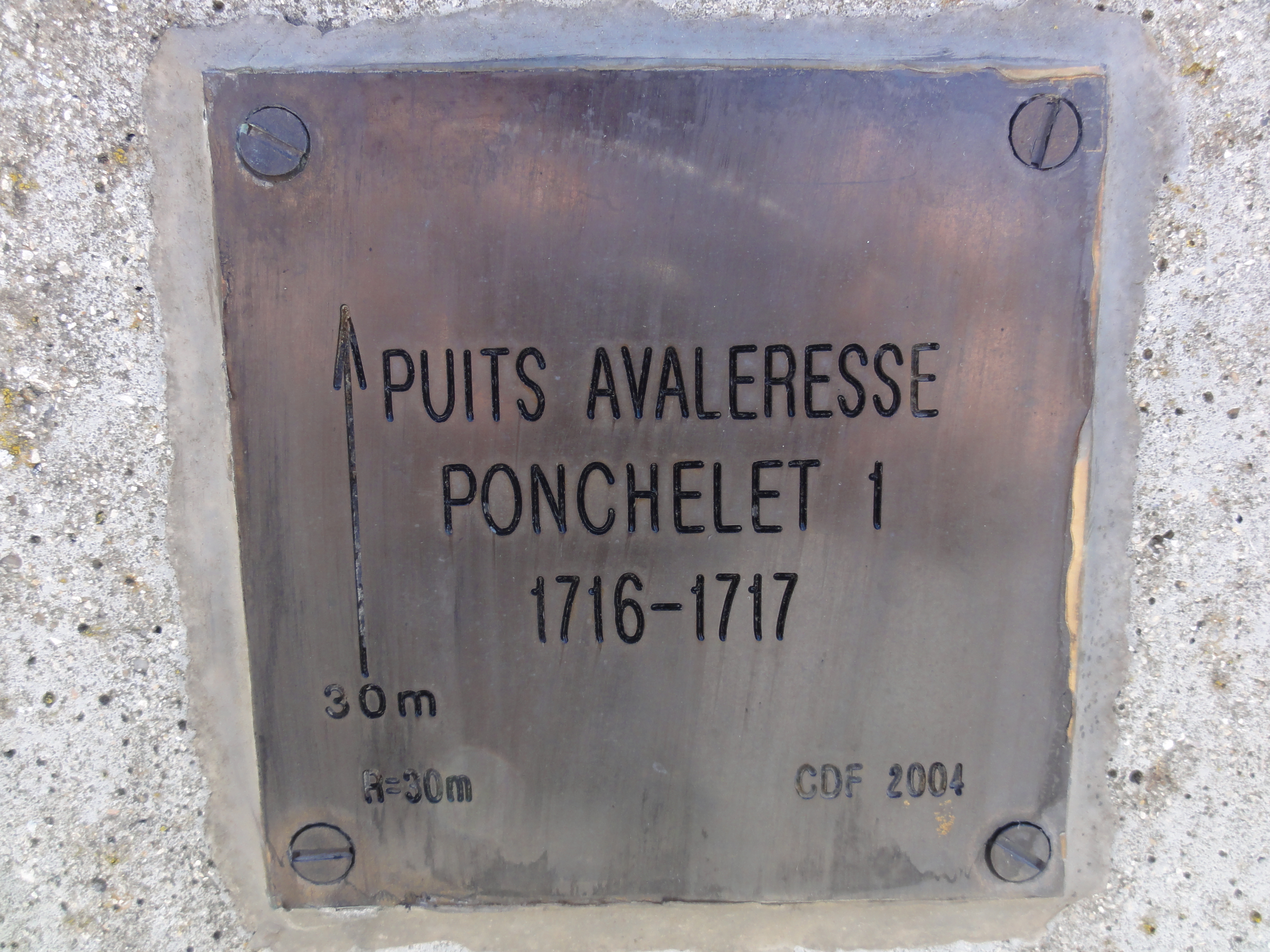
Borne matérialisant l'emplacement de l'avaleresse Ponchelet n° 1.

En 1655, sous le règne de Louis XIV, un pont est à nouveau jeté au-dessus de l'Escaut, pour faciliter l'évolution de l'armée de Turenne entre Condé et Le Quesnoy. Pour contrer l'invasion espagnole, puis autrichienne, Escautpont est plusieurs fois inondée.
En 1716 sont forés par Jean-Jacques Desandrouin et Pierre Taffin les avaleresses Ponchelet et du Moulin de la société Desaubois, des anciens charbonnages destinées notamment à alimenter la verrerie de Fresnes-sur-Escaut. Elles sont abandonnées sans avoir été exploitées l'année suivante à cause des venues d'eau qui n'ont pas pu être épuisées.

### Époque contemporaine

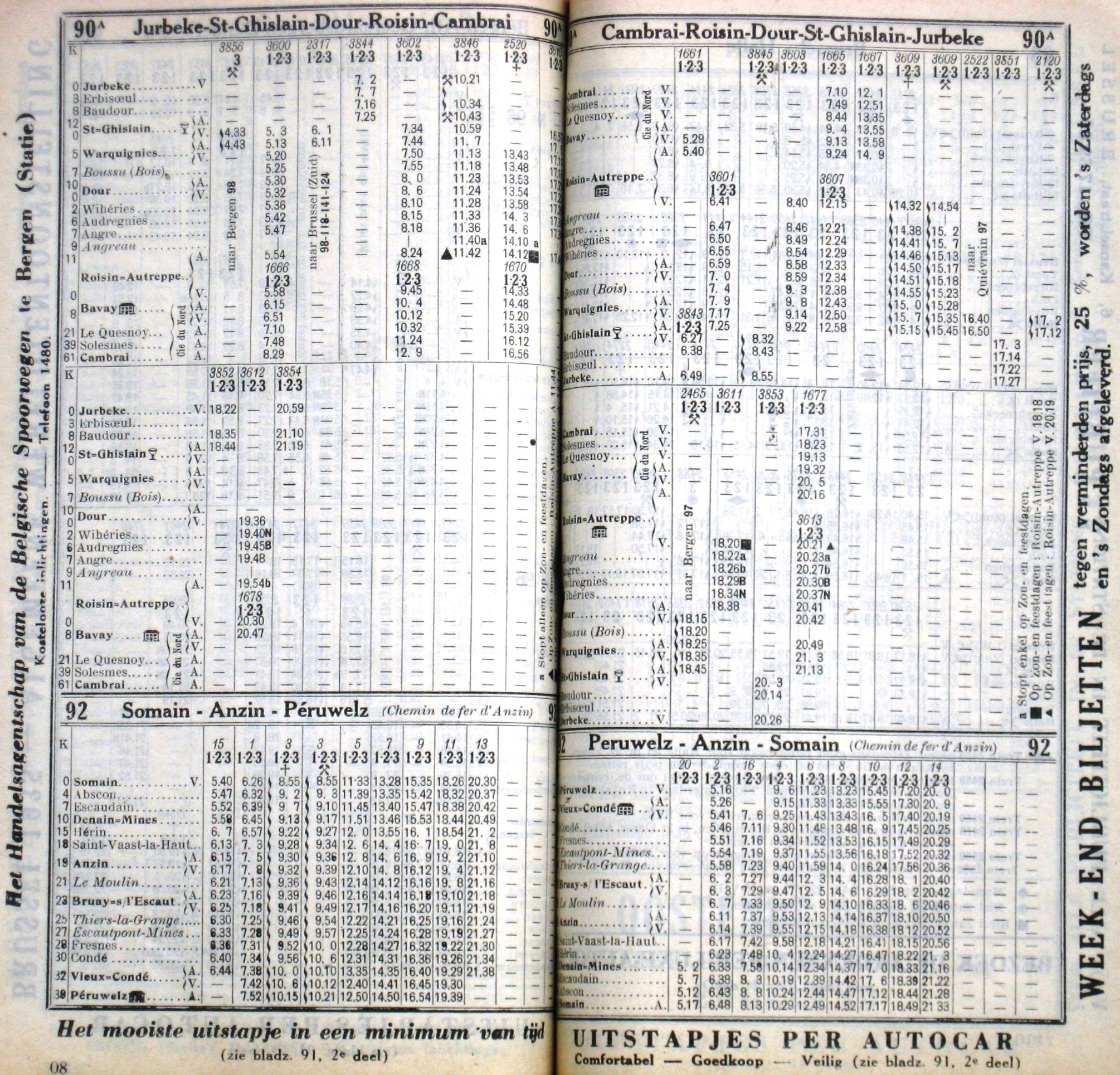
Horaires de la ligne de Somain à Péruwelz en 1933.

La gare d'Escautpont-Mines sur la ligne de Somain à Péruwelz, un chemin de fer essentiellement minier exploité initialement par la Compagnie des mines d'Anzin puis, après sa nationalisation, par les Houillères du bassin du Nord et du Pas-de-Calais (HBNPC), est mise en service en 1874. Le service voyageur cesse en 1963.
Escautpont est desservi à partir de 1882 par la ligne de Valenciennes à Bonsecours et Hergnies de l'ancien tramway de Valenciennes,. Le 16 juillet 1882 à 18h30 a lieu le déraillement à Escautpont d'un convoi du tramway, alors tracté par une locomotive à vapeur. Le train était plein de spectateurs ayant assisté aux courses de chevaux de l'hippodrome de Vicq. Cet accident est causé par la vitesse excessive donnée au convoi par le mécanicien pour gravir une côte, et à la défectuosité de la voie. La locomotive, après le déraillement, avait fait, hors des rails, un parcours de 5 à 6 mètres, avant de s'arrêter contre un arbre. La vapeur s'échappant de la locomotive et brûle les voyageurs qui occupaient le fourgon. Une vingtaine de personnes sont blessées, dont trois meurent à la suite de l'accident,. La section défectueuse de la voie est ensuite remise en état et la taille des convois limitée à 3 voitures sur la ligne de Saint-Amand et de Condé. La ligne, électrifiée entre 1921 et 1923, est supprimée en 1966 et remplacée par une ligne d'autobus.

L'ancien tramway de Valenciennes
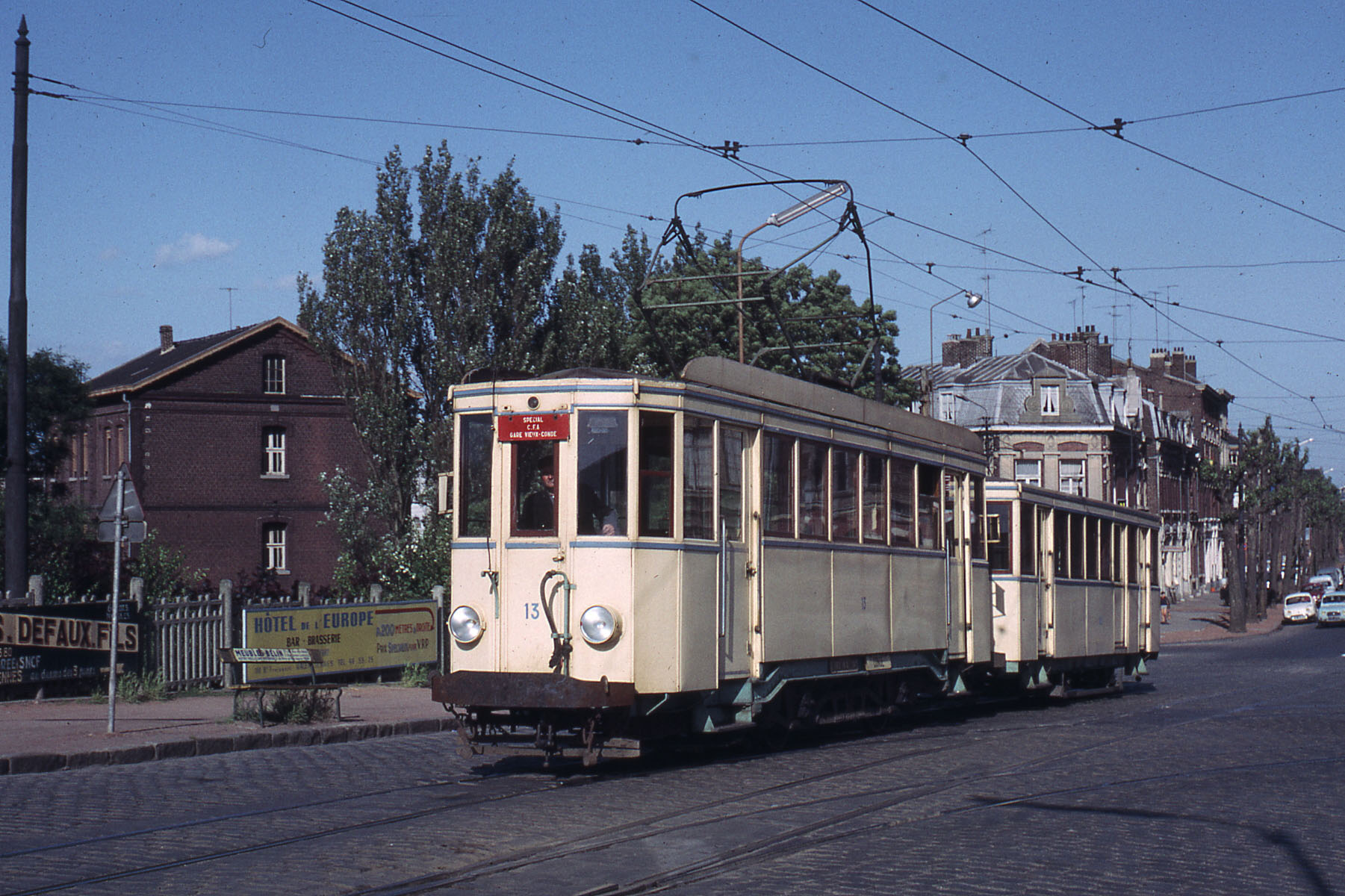
Convoi spécial du tramway à Valenciennes.
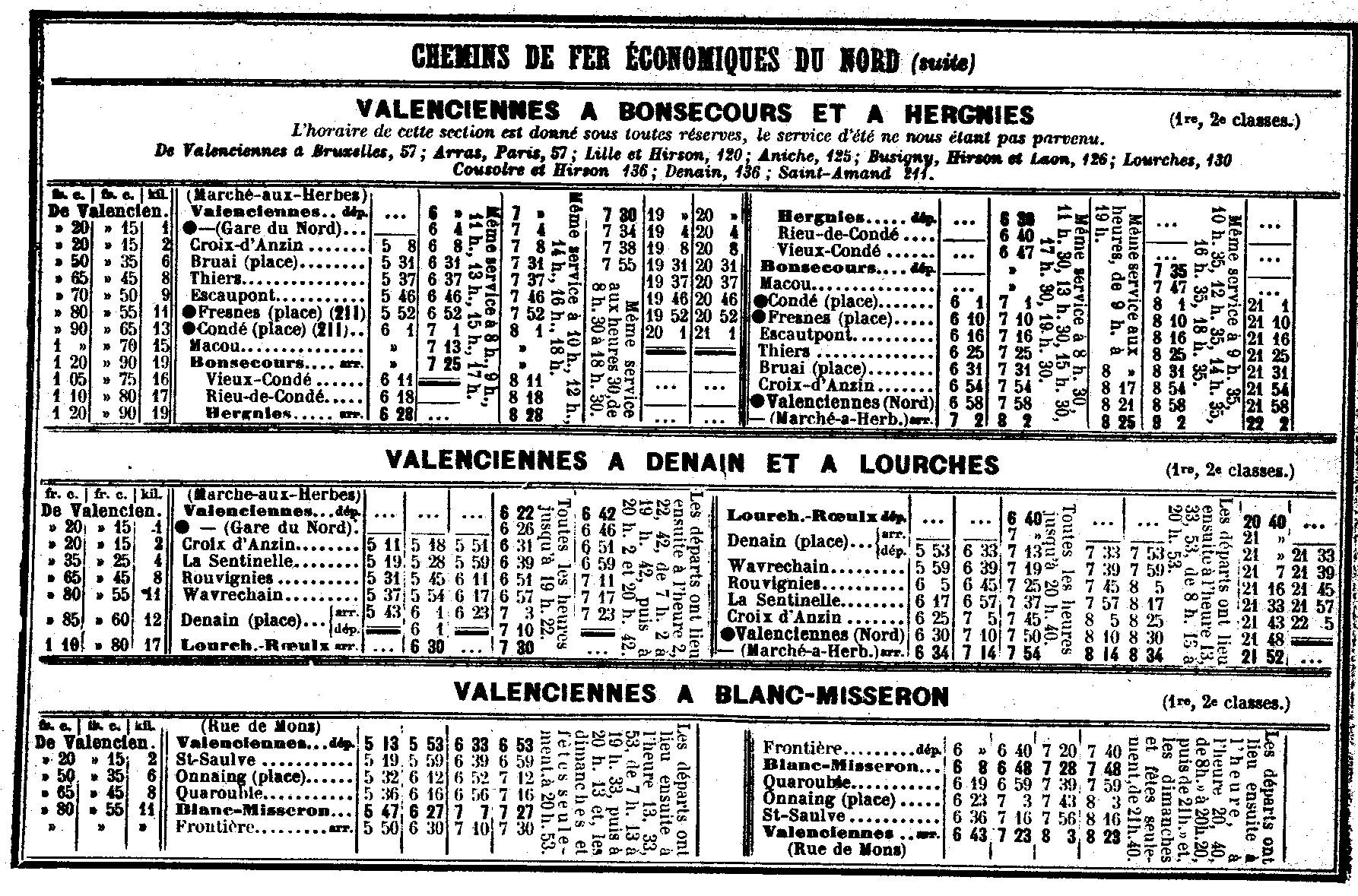
Horaires du tramway en mai 1914.

Entre les deux guerres mondiales, est construit à l'est et à l'ouest de la commune des casemates destinées à être intégrées dans le dispositif défensif de la France contre une éventuelle invasion allemande, le secteur fortifié de l'Escaut, lui-même intégré à la ligne Maginot,.

## Politique et administration

### Rattachements administratifs et électoraux

#### Rattachements administratifs
La commune se trouve depuis 1824 dans l'arrondissement de Valenciennes du département du Nord.
Elle faisait partie depuis 1793 du canton de Condé-sur-l'Escaut. Dans le cadre du redécoupage cantonal de 2014 en France, cette circonscription administrative territoriale a disparu, et le canton n'est plus qu'une circonscription électorale.

#### Rattachements électoraux
Pour les élections départementales, la commune fait partie depuis 2014 du canton d'Anzin
Pour l'élection des députés, elle fait partie depuis 1988 de la vingt et unième circonscription du Nord

### Intercommunalité
Escautpont est membre depuis 2006 de la communauté d'agglomération de la Porte du Hainaut, un établissement public de coopération intercommunale (EPCI) à fiscalité propre créé en 2001 et auquel la commune a transféré un certain nombre de ses compétences, dans les conditions déterminées par le code général des collectivités territoriales.

### Liste des maires
| Période                                  | Période                    | Identité                       | Étiquette   | Qualité |
| ---------------------------------------- | -------------------------- | ------------------------------ | ----------- | --- |
| Les données manquantes sont à compléter. |                            |                                |             | |
|                                          |                            |                                |             | |
| avant 1802                               | 1808                       | M. Dorchies                    |             | |
|                                          |                            |                                |             | |
| avant 1881                               |                            | M. Wagret                      |             | |
|                                          | septembre 1900             | Émile Serret                   |             | Maître de verreries Mort en fonction |
| Les données manquantes sont à compléter. |                            |                                |             | |
| 1925                                     | 1957                       | Louis Delhaye                  |             | |
| 1957                                     | 1971                       | Louis Collet                   | SFIO        | Ouvrier verrier |
| Les données manquantes sont à compléter. |                            |                                |             | |
|                                          | octobre 1985               | Georges Draux                  |             | Mort en fonction |
| novembre 1985                            | mars 2008                  | Francis Berkmans               | PS puis DVG | |
| mars 2008                                | mars 2014                  | Francis Mariage                | DVG         | |
| mars 2014                                | octobre 2017,              | Francis Berkmans († juin 2025) | app. PCF    | Vice-président de la CA de la Porte du Hainaut (2014 → 2020 ) Démissionnaire                                                              |
| octobre 2017,                            | mars 2024                  | Joëlle Legrand                 | app. PCF    | Directrice générale des services de la ville retraitée conseillère communautaire de la CA de la Porte du Hainaut (2020 → ) Démissionnaire |
| mars 2024                                | En cours (au 23 mars 2024) | Raphaël Kruszynski             | UDI         | Ingénieur qualité |

## Équipements et services publics

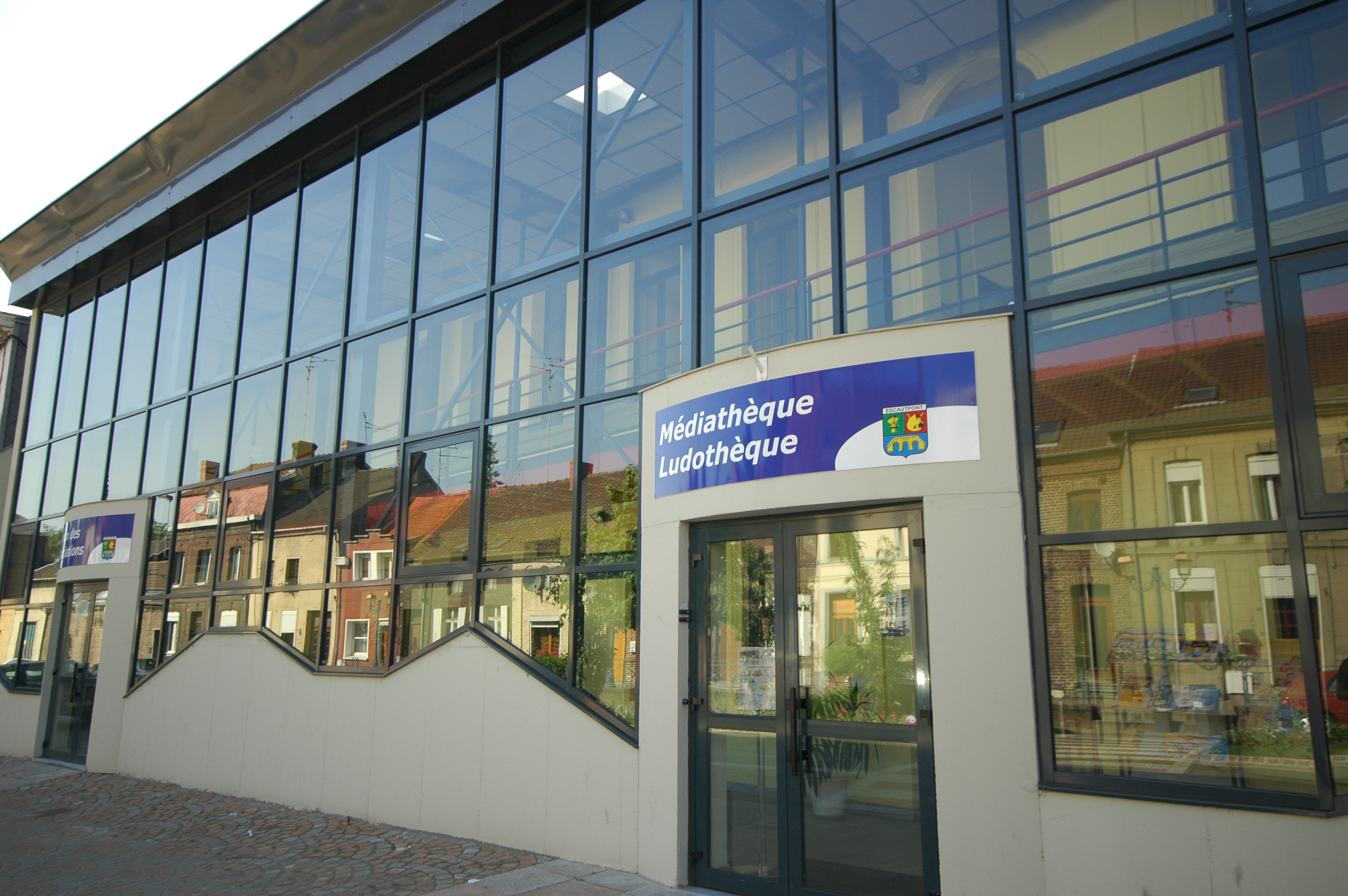
La médiathèque/lodothèque.

### Justice, sécurité, secours et défense
Escautpont relève du tribunal d'instance de Valenciennes, du tribunal de grande instance de Valenciennes, de la cour d'appel de Douai, du tribunal pour enfants de Valenciennes, du conseil de prud'hommes de Valenciennes, du tribunal de commerce de Valenciennes, du tribunal administratif de Lille et de la cour administrative d'appel de Douai.

## Population et société

### Démographie

#### Évolution démographique
L'évolution du nombre d'habitants est connue à travers les recensements de la population effectués dans la commune depuis 1800. Pour les communes de moins de 10 000 habitants, une enquête de recensement portant sur toute la population est réalisée tous les cinq ans, les populations de référence des années intermédiaires étant quant à elles estimées par interpolation ou extrapolation. Pour la commune, le premier recensement exhaustif entrant dans le cadre du nouveau dispositif a été réalisé en 2008.

En 2022, la commune comptait 4 174 habitants, en évolution de −0,88 % par rapport à 2016 (Nord : +0,51 %, France hors Mayotte : +2,11 %).
| 1800 | 1806 | 1821 | 1831 | 1836 | 1841 | 1846 | 1851 | 1856 |
| ---- | ---- | ---- | ---- | ---- | ---- | ---- | ---- | ---- |
| 514  | 639  | 619  | 671  | 627  | 706  | 885  | 897  | 950  |

| 1861  | 1866  | 1872  | 1876  | 1881  | 1886  | 1891  | 1896  | 1901  |
| ----- | ----- | ----- | ----- | ----- | ----- | ----- | ----- | ----- |
| 1 034 | 1 136 | 1 218 | 1 320 | 1 380 | 1 527 | 1 579 | 1 747 | 2 251 |

| 1906  | 1911  | 1921  | 1926  | 1931  | 1936  | 1946  | 1954  | 1962  |
| ----- | ----- | ----- | ----- | ----- | ----- | ----- | ----- | ----- |
| 2 550 | 2 715 | 2 671 | 4 015 | 4 168 | 3 992 | 3 999 | 5 530 | 5 953 |

| 1968  | 1975  | 1982  | 1990  | 1999  | 2006  | 2008  | 2013  | 2018  |
| ----- | ----- | ----- | ----- | ----- | ----- | ----- | ----- | ----- |
| 5 757 | 5 234 | 4 742 | 4 327 | 4 202 | 4 210 | 4 211 | 4 144 | 4 173 |

| 2022  | - | - | - | - | - | - | - | - |
| ----- | - | - | - | - | - | - | - | - |
| 4 174 | - | - | - | - | - | - | - | - |

La population fit un bond de 700 habitants en 1841 à 2200 en 1901, mais ce n'est rien à côté de celui provoqué par "l'ère de la houille", dont le début remonte à 1715. Grâce à la construction massive de logements entreprise après 1918 par la compagnie des mines d'Anzin, le nombre d'habitants est passé à 4168 en 1931. Stabilisée jusqu'à la Seconde Guerre mondiale, la population augmenta encore nettement avec les nouvelles constructions des Houillères, dont celles du Trieu Saint-Jean. Cet essor explique qu'Escautpont a longtemps formé deux entités, le centre et les corons, auxquelles sont venus s'ajouter depuis de nouveaux quartiers et résidences, notamment pour une population immigrée qui dispose d'une mosquée.[réf. nécessaire]

#### Pyramide des âges
La population de la commune est relativement jeune.
En 2018, le taux de personnes d'un âge inférieur à 30 ans s'élève à 39,9 %, soit au-dessus de la moyenne départementale (39,5 %). À l'inverse, le taux de personnes d'âge supérieur à 60 ans est de 22,9 % la même année, alors qu'il est de 22,5 % au niveau départemental.
En 2018, la commune comptait 1 989 hommes pour 2 184 femmes, soit un taux de 52,34 % de femmes, légèrement supérieur au taux départemental (51,77 %).
Les pyramides des âges de la commune et du département s'établissent comme suit.
| Hommes | Classe d’âge | Femmes |
| ------ | ------------ | ------ |
| 0,5    | 90 ou +      | 1,0    |
| 5,4    | 75-89 ans    | 8,4    |
| 13,8   | 60-74 ans    | 16,4   |
| 19,9   | 45-59 ans    | 17,8   |
| 17,7   | 30-44 ans    | 19,2   |
| 19,1   | 15-29 ans    | 16,8   |
| 23,6   | 0-14 ans     | 20,4   |

| Hommes | Classe d’âge | Femmes |
| ------ | ------------ | ------ |
| 0,5    | 90 ou +      | 1,4    |
| 5,3    | 75-89 ans    | 8,1    |
| 14,8   | 60-74 ans    | 16,2   |
| 19,1   | 45-59 ans    | 18,4   |
| 19,5   | 30-44 ans    | 18,7   |
| 20,7   | 15-29 ans    | 19,1   |
| 20,2   | 0-14 ans     | 18     |

### Cultes
Les fidèles catholiques fréquentent  l'église Saint-Amand qui dépend de la paroisse Saint-Jacques-du-Val-d'Escaut de l'archidiocèse de Cambrai.
Les musulmans fréquentent la mosquée d'Escaupont.-->

## Culture locale et patrimoine

### Lieux et monuments
- Église Saint-Amand

### Personnalités liées à la commune
- Patrick Leroy (1950 - ), homme politique du PCF, y est né.

### Héraldique
| Blason de Escautpont | Blason  | Coupé d'un parti de sinople à une gerbe de blé d'or, et de gueules à une ruche d'or accompagnée en chef de deux abeilles en vol du même ; et d'azur à un pont isolé de trois arches d'or maçonné de sable et chargé, sur son tablier, des lettres capitales « S P Q R » du même,. |
| Blason de Escautpont | Détails | Le statut officiel du blason reste à déterminer. |

## Pour approfondir